# Zhengzhou Shangstad
Zhengzhou Shangstad (郑州商城遗址; Zhèngzhōu Shāngchéngyízhǐ) är ruinerna efter en forna kinesisk stad från Shangdynastin. Zhengzhou Shangstad ligger i centrala Zhengzhou i Henan och är uppförd under perioden 1640 f.Kr. till 1500 f.Kr. Zhengzhou Shangstad är identifierad som antingen Ao eller Bo.
Zhengzhou Shangstad upptäcktes tidigt på 1950-talet och utgrävningarna påbörjades 1952. De arkeologiska utgrävningarna försvåras kraftigt av att ruinerna är helt omgivna av den tätbebyggda staden. De visuellt tydligaste lämningarna är stadens inre stadsmur som till betydande delar står fullt synlig i centrala Zhengzhou. Hela den forna boplatsen runt Zhengzhou Shangstad upptar 25 km² varav stor del idag är täckt av Zhengzhous tätbebyggda område.
Zhengzhou Shangstad hade en yttre och en inre stadsmur. Området innanför den inre stadsmuren var huvudsakligen ett ceremoniellt område och en palatsstad. Arkeologiska fynd från yttre stadsmuren visar att den omslöt södra delen av staden ungefär en kilometer utanför den inre muren, men sannolikt omslöt den hela staden. Hittills har 2 900 m av den yttre stadsmuren identifierats.
Ruinerna efter den inre stadsmuren är som högst 9,1 m och mäter 36 m tjock vid basen. Muren är byggd av packad jord i ca 10 cm tjocka lager. Den inre stadsmurens fyra sidor mäter från norr och medurs 1 690 m, 1 700 m, 1 700 m och 1 870 m Den inre muren omsluter 3,2 km² och har en omkrets på 6 960 m. Murens gigantiska proportioner gör att den sannolikt inte bara hade militär funktion utan även också skyddade staden mor översvämningar från den närliggande Gula floden.
Utanför inre stadsmuren, men innanför den yttre muren fanns det bostäder, gravar och flera bronsverkstäder. Husen var överlag runda medan bronssmedernas hus var rektangulära. De utgrävda gravarna har innehållit avancerade gjutna bronsföremål, elfenbensföremål, glaserade keramik och möbler.
I Zhengzhou Shangstad har en ungefär 3 000 år gammal begravningsmask i guld hittats i en kunglig grav. Guldmasken har likheter med fynd utgrävda vid Sanxingdui vilket stärker kopplingarna mellan Shangdynastin och  Sanxingdui.
Folkmängden under Zhengzhou Shangstad uppgick till 100 000 under dess glansdagar.

## Datering
Det äldsta utgrävda kulturlagret har daterats till longshankulturen vilket är sen neolitikum Från denna perioden finns inga metallfynd utan artefakterna är t.ex. keramikskärvor. Det finns även mycket lämningar från den senare perioden av luodamiaokulturen innanför stadsmurarna. Stadens stadsmurar och mycket av staden uppfördes under, eller precis innan erligangkulturen. Erligangkulturen (ca 1600–1400 f.Kr.) delas kronologiskt upp i den äldre nedre erligangperioden och den yngre övre erligangperioden.
Mycket av de arkeologiska fynden tyder på att den inre stadsmuren och dess palats byggdes redan innan nedre erligangperioden. I kulturlagret från den nedre erligangperioden finns den yttre stadsmuren, mycket bostäder, bronsverkstäder och även palatsområdet innanför murens nordöstra hörn. Mycket av gravfynden från gravarna utanför inre stadsmuren är från övre erligangperioden.
Tidiga Kol 14-mätningar från 1970-talet visade att stadsmuren uppfördes kring 1600 f.Kr. med en felmarginal i mätningen på mer än 100 år. Kol 14-mätningar från 1996 till 2000 daterade den tidiga nedre erligangperioden till 1580 till 1490 f.Kr. Kompletterande mätningar daterade tidig nedre erligangperioden till  1509 till 1465 f.Kr. Andra mätningar visar på att nedre erligangperioden inleddes 1600 f.Kr.
Arkeologer är inte samstämmiga om inre stadsmuren uppfördes innan nedre erligangperioden eller tidigt under nedre erligangperioden. Sammantaget pekar de olika källorna på att Zhengzhou Shangstads inre stadsmur och stad uppfördes i tidsspannet 1640 f.Kr. till 1500 f.Kr.

## Identifiering
Shangdynastins första kung Tang uppförde staden Bo som var en av rikets huvudstäder. Den elfte kungen Zhong Ding grundade staden Ao, och forskare är inte eniga om Zhengzhou Shangstad är Ao eller Bo.
Skillnaderna i identifieringen av Zhengzhou Shangstad beror på om den tidiga delen i Shangdynastin bedöms överlappa senare delen av luodamiaokulturen (vilket pekar mot Ao) eller att tidiga delen i Shangdynastin är samtida med erligangkulturen (som pekar mot Bo).
Det har grävts upp keramik med inskriptionerna "Bo" och "Bo-distriktet" i utgrävningsområdet, vilket talar för att Zhengzhou Shangstad är Bo.